# Nationaal Songfestival 1973
Het Nationaal Songfestival in 1973 werd op 28 februari 1973 gepresenteerd door Simon van Collem en Viola van Emmenes. Het evenement vond plaats in Carré, Amsterdam. Ben Cramer was intern gekozen om Nederland te vertegenwoordigen op het Eurovisiesongfestival in Luxemburg.
Van de vier liedjes won het lied De oude muzikant. Tijdens het Eurovisiesongfestival in Luxemburg eindigde Cramer met 69 punten op een 14de plaats.

## Einduitslag
| Plaats | Titel                   | Punten |
| ------ | ----------------------- | ------ |
| 1      | De oude muzikant        | 62     |
| 2      | Kom Sylvia dans met mij | 19     |
| 3      | Kom met me mee          | 15     |
| 4      | Melodie                 | 14     |

1956 · 1957 · 1958 · 1959 · 1960 · 1961 · 1962 · 1963 · 1964 · 1965 · 1966 · 1967 · 1968 · 1969 · 1970 · 1971 · 1972 · 1973 · 1974 · 1975 · 1976 · 1977 · 1978 · 1979 · 1980 · 1981 · 1982 · 1983 · 1984 · 1986 · 1987 · 1988 · 1989 · 1990 · 1992 · 1993 · 1994 · 1996 · 1997 · 1998 · 1999 · 2000 · 2001 · 2003 · 2004 · 2005 · 2006 · 2007 · 2008 · 2009 · 2010 · 2011 · 2012